# Знаменський Юрій Степанович
Ю́рій Степа́нович Зна́менський (18 січня 1929, Іваново-Вознесенська промислова область, тепер Івановська область, Російська Федерація — 27 вересня 2006, місто Москва, Російська Федерація) — радянський діяч, 1-й секретар Горно-Алтайського обласного комітету КПРС. Депутат Верховної Ради СРСР 10—11-го скликань.

## Життєпис
Закінчив Івановський енергетичний інститут.
У 1953—1964 роках — змінний інженер, заступник начальника та начальник цеху Бійського котельного заводу Алтайського краю. Працював також радянським радником-інженером у Корейській народно-демократичній республіці (КНДР).
Член КПРС з 1959 року.
У 1964—1973 роках — головний інженер Бійського котельного заводу Алтайського краю.
У 1973 — жовтні 1978 року — 1-й секретар Бійського міського комітету КПРС.
Закінчив Вищу партійну школу при ЦК КПРС.
6 жовтня 1978 — 21 травня 1988 року — 1-й секретар Горно-Алтайського обласного комітету КПРС.
Потім — на пенсії. Помер 27 вересня 2006 року в Москві. Похований на Хованському цвинтарі Москви.

## Нагороди
- орден Трудового Червоного Прапора
- орден Дружби народів
- орден «Знак Пошани»
- орден Державного Прапора ІІІ-го ступеня (КНДР) (1957) — за допомогу у відновленні та розвитку народного господарства КНДР.
- медаль «За доблесну працю. В ознаменування 100-річчя з дня народження Володимира Ілліча Леніна» (1970)
- медаль «Ветеран праці»
- Почесний громадянин Республіки Алтай